# دهستان جبل
دهستان جبل، یکی از دهستان‌های بخش تودشک شهرستان کوهپایه در استان اصفهان ایران است.

## جمعیت
براساس سرشماری عمومی نفوس و مسکن در سال ۱۳۹۵، جمعیت دهستان جبل برابر با ۲،۳۳۳ نفر بوده‌است.